# Armée de terre pakistanaise

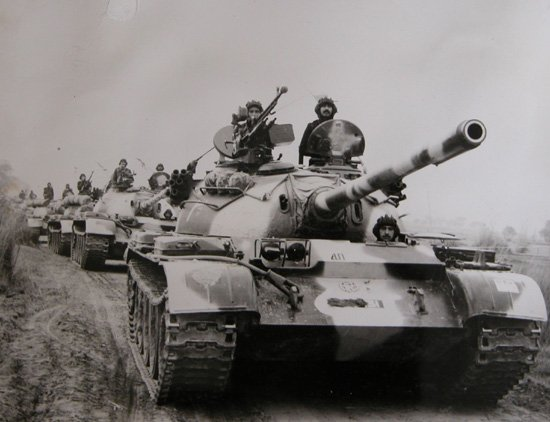
Une colonne de chars Type 59 en 1971.

L'armée de terre pakistanaise (ourdou : پاکستان فوج) est la composante terrestre des forces armées pakistanaises. Les racines de son existence moderne remontent à l'armée indienne britannique qui a cessé d'exister à la suite de la partition de l'Inde britannique, aboutissant à l'acte parlementaire qui a établi l'indépendance du Pakistan (en tant que Dominion du Pakistan) du Royaume-Uni le 14 août 1947. Selon les statistiques fournies par l'Institut international d'études stratégiques (IISS) en 2020, l'armée pakistanaise compte environ 560 000 militaires en service actif, soutenus par la réserve de l'armée et la Garde nationale,, ce qui en fait la 6e armée la plus importante dans le monde en termes de main-d’œuvre,. Les citoyens pakistanais peuvent s'engager pour le service militaire volontaire à l'âge de 16 ans, mais ne peuvent être déployés pour le combat avant l'âge de 18 ans conformément à la Constitution du Pakistan.
Le principal objectif et la mission constitutionnelle de l'armée pakistanaise est d'assurer la sécurité nationale et l'unité nationale du Pakistan en le défendant contre les agressions extérieures ou la menace de guerre. Il peut également être réquisitionné par le gouvernement fédéral pour répondre aux menaces internes en renforçant la sécurité afin de maintenir la paix à l'intérieur de ses frontières terrestres. Lors d'événements et d'urgences nationales et internationales, celle-ci mène des opérations de sauvetage humanitaire dans son pays et participe activement aux missions de maintien de la paix mandatées par les Nations unies - jouant notamment un rôle majeur dans le sauvetage des soldats américains piégés qui avaient demandé une force de réaction rapide (QRF) lors de l'opération Gothic Serpent en Somalie. Les troupes de l'armée pakistanaise avaient également une présence relativement forte dans le cadre d'une plus grande coalition de l'ONU et de l'OTAN pendant la guerre de Bosnie et les guerres yougoslaves plus importantes.
L'armée pakistanaise, une composante majeure des forces armées pakistanaises aux côtés de la marine pakistanaise et de l'armée de l'air pakistanaise, est une force de volontaires qui a vu de vastes combats au cours de trois grandes guerres avec l'Inde voisine, plusieurs escarmouches sur sa frontière poreuse avec l'Afghanistan ainsi qu'une insurrection de longue date au Baloutchistan, qu'elle combat aux côtés des forces de sécurité iraniennes depuis 1948,. Depuis les années 1960, des éléments de l'armée ont été déployés à plusieurs reprises pour agir à titre consultatif dans les États arabes pendant les événements des guerres israélo-arabes ainsi que pour aider la coalition dirigée par les États-Unis contre l' Irak dans la première guerre du Golfe. Parmi les autres opérations militaires notables pendant la guerre mondiale contre le terrorisme au 21e siècle, citons : Zarb-e-Azb, Black Thunderstorm et Rah-e-Nijat.
En violation de son mandat constitutionnel, l'armée a renversé à plusieurs reprises des gouvernements civils élus qui ont outrepassé son mandat constitutionnel protégé « d'agir en faveur des gouvernements fédéraux civils lorsqu'ils sont appelés à le faire». L'armée fut impliquée dans l'application de la loi martiale contre le gouvernement fédéral avec la revendication de restaurer la loi et l'ordre dans le pays en révoquant le pouvoir législatif et le parlement à plusieurs reprises au cours des dernières décennies - tout en maintenant un intérêt commercial, étranger et politique plus large dans le pays. Cela l'a conduit à faire face à des allégations d'agir en tant qu'État au sein d'un État,,.
L'armée pakistanaise a un système régimentaire mais est divisée sur le plan opérationnel et géographique en zones de commandement, ses domaines les plus élémentaires étant les différents corps. La Constitution du Pakistan confère au Président du Pakistan le rôle de commandant en chef civil de l’armée pakistanaise. L'armée pakistanaise est commandée par le chef d'état-major de l'armée, qui est, de par son statut, un général de rang quatre étoiles et un membre éminent du comité conjoint des chefs d'état-major nommé par le Premier ministre du Pakistan et confirmé par la suite par le président. En date de janvier 2022, l'actuel chef d'état-major de l'armée est le général Asim Munir, qui a été nommé au poste le 24 novembre 2022,.